# AMD K6-III
El K6-III és un microprocessador compatible amb la família x86 dissenyat i comercialitzat el 1999 per AMD. Utilitzaba socket 7 i en el seu moment va ser considerat el més ràpid del mercat, va tenir força èxit i va romandre al mercat durant un llarg període.

## Característiques
El K6-III era un K6-2 amb un nivell addicional de memòria cau (L3). El K6-2 tenia 64 KB de memòria cau de nivell 1 (L1) al xip i una memòria cau de nivell 2 (L2) a la placa mare que anava de 512 KB a 1 MB segons el model. El models de la competència fets per Intel utilitzaven una memòria cau de nivell 1 de 32 KB a la freqüència del processador i una de 128 KB de nivell 2 integrada en el mateix microprocessador (en el Celeron) o 512 KB a la meitat de la velocitat a la placa del processador (en el Pentium III). El K6-III presentava ambdós mètodes, tenia 64 KB de memòria cau L1, una gran memòria cau de nivell 2 de 512 KB integrada al microprocessador (similar a la del Celeron però el doble de gran) i una memòria cau de tercier nivell (L3) muntada sobre la placa mare de mida variable.

## Models

### K6-III ("Sharptooth", K6-3D+, 250 nm)

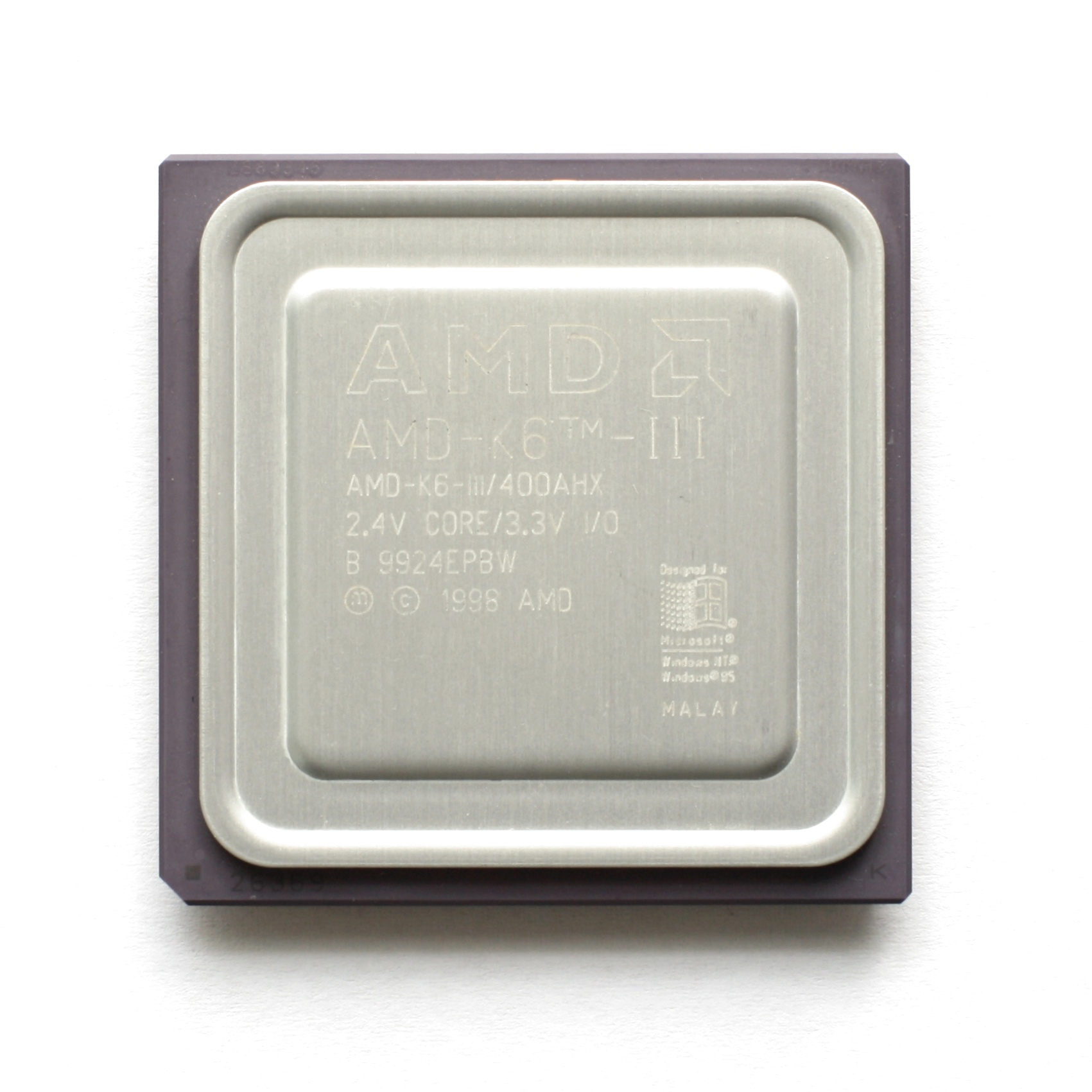
AMD K6-III.

- Identificació de la CPU: AuthenticAMD Family 5 Model 9
- L1-Cache: 32 + 32 KiB (Data + Instructions)
- L2-Cache: 256 KiB, fullspeed
- MMX, 3DNow!
- Socket 7, Super Socket 7
- Front side bus: 66/100, 100 MHz
- Voltatge: 2,2 V, 2,4 V
- Aparició: 22 de febrer del 1999
- Procés de producció: 0,25 µm
- Velocitat de rellotge: 400, 450 MHz

### K6-III-P (250 nm, mobile)

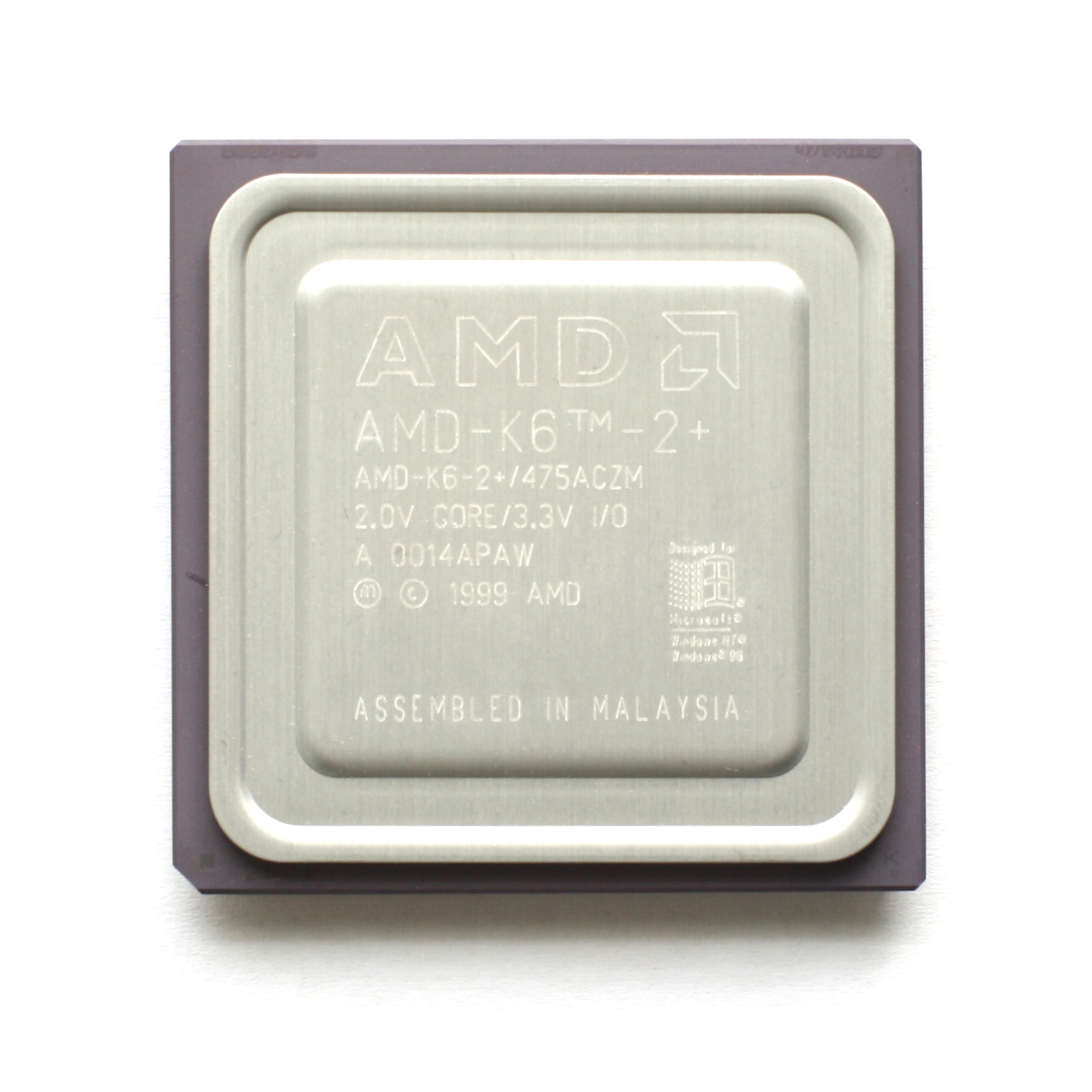
AMD K6-2+.

- Identificació de la CPU: AuthenticAMD Family 5 Model 9
- L1-Cache: 32 + 32 KiB (Data + Instructions)
- L2-Cache: 256 KiB, fullspeed
- MMX, 3DNow!
- Socket 7, Super Socket 7
- Front side bus: 66; 95; 96,2; 66/100; 100 MHz
- Voltatge: 2,0 V, 2,2 V
- Aparició: 31 de maig del 1999
- Procés de fabricació: 0,25 µm
- Velocitat de rellotge: 350, 366, 380, 400, 433, 450 MHz

### K6-III+ (180 nm, mobile)

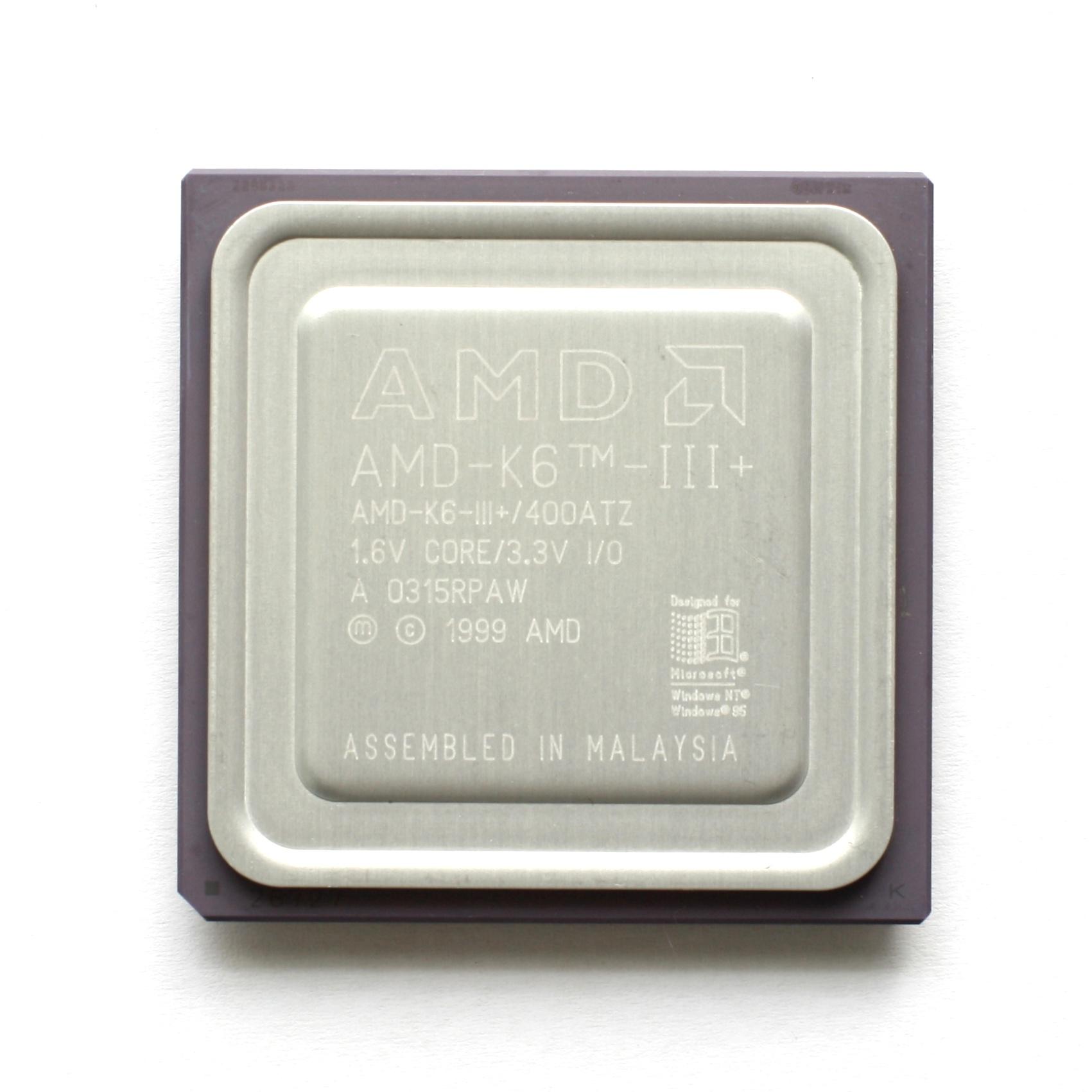
AMD K6-III+.

- Identificació de la CPU: AuthenticAMD Family 5 Model 13
- L1-Cache: 32 + 32 KiB (Data + Instructions)
- L2-Cache: 256 KiB, fullspeed
- MMX, Extended 3DNow!, PowerNow!
- Super Socket 7
- Front side bus: 95, 100 MHz
- Voltatge: 2,0 V, (1,6 V, 1,8 V models de baix voltatge)
- Aparició: 18 d'abril del 2000
- Procés de fabricació: 0,18 µm
- Velocitat de rellotge: 400, 450, 475, 500 MHz. (550 MHz, no documentat)